# Biblioteca de Catalunya

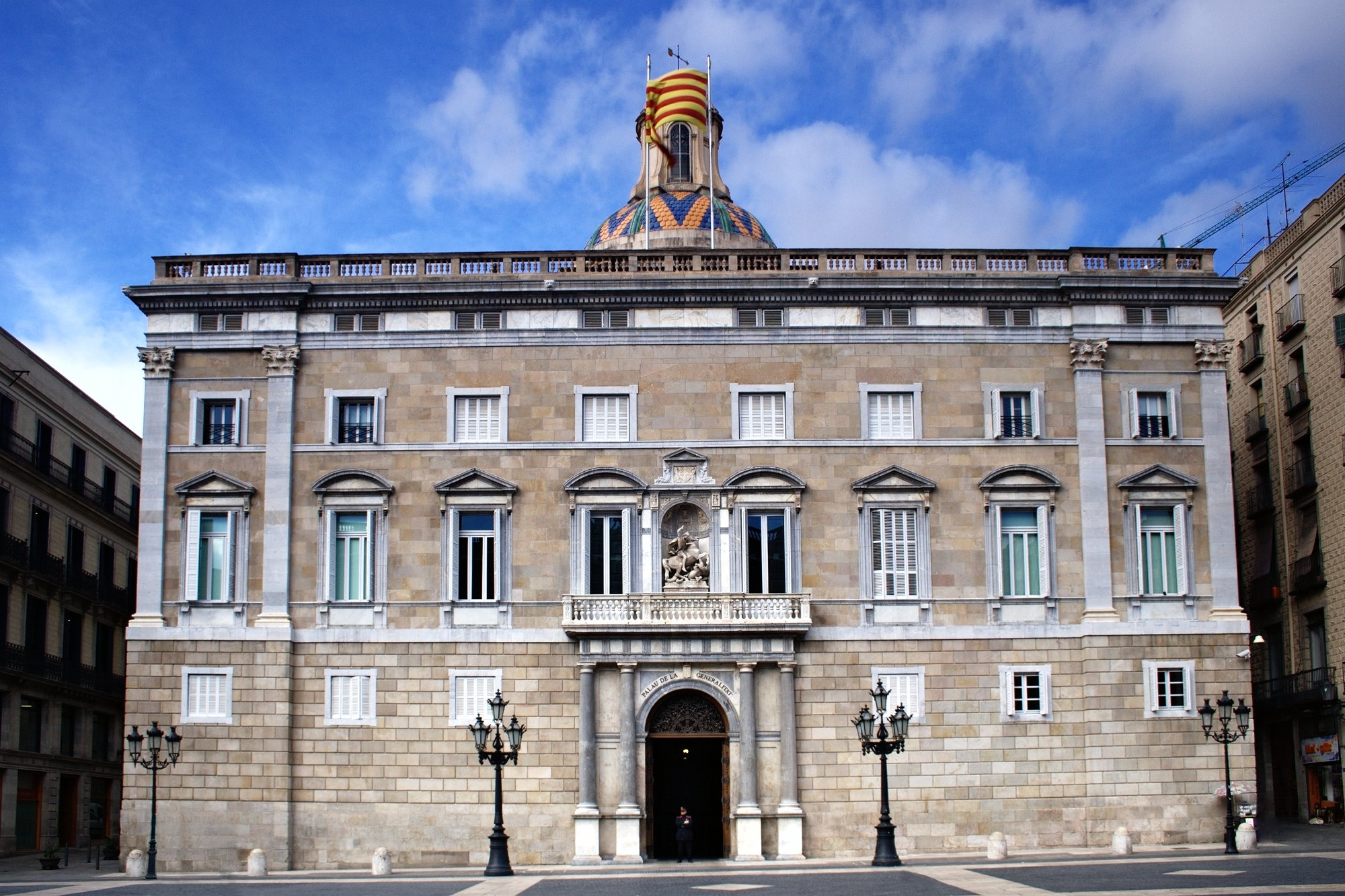
Den första placeringen av Biblioteca de Catalunya var i dagens Palau de la Generalitat de Catalunya, då känd som Palau de la Diputació.

Biblioteca de Catalunya (BC) är den spanska autonoma regionen Kataloniens nationalbibliotek. Man har som främsta uppgift att bevara den katalanska bokutgivningen genom förvärv av utgåvor tryckta i regionen. Biblioteket skapades 1907, och sedan 1981 har det status av nationalbibliotek inom Katalonien.

## Historik
Biblioteket skapades 1907, då som biblioteket hos kulturorganisationen Institut d'Estudis Catalans. Det öppnades för allmänheten 1914 och var då beläget i Palau de la Generalitat, vid tiden säte för regionstyret inom Katalanska samväldet.
1931 (alternativt 1939) flyttades biblioteket till de kommunägda byggnader som tidigare härbärgerade Hospital de la Santa Creu de Barcelona.
1981 upphöjdes Biblioteca de Catalunya till nationalbibliotek, genom beslut i det då återupprättade katalanska regionparlamentet. Drygt 98 procent av biblioteksbudgeten härrör från bidragsmedel från det regionala kulturdepartementet, medan resten kommer från försäljning av skrifter, kopieringsavgifter och skatter. 2017 års budget var på drygt 7,2 miljoner euro.
Numera (2010-talet) sträcker sig biblioteksytan över 8 820 kvadratmeter, med cirka 3 miljoner tryckta skrifter av olika slag (inklusive nästan 20 000 handskrifter/manuskript och 500 000 brev). Förutom centralbiblioteket finns man även på två filialer – en i Barcelona och en i L'Hospitalet de Llobregat. De öppna samlingarna motsvarar 1 500 hyllmeter och 20 000 volymer, medan de sammanlagda samlingarna totalt täcker 49 000 hyllmeter.
Spanien är ett land med flera nationalbibliotek, delvis orsakat av de olika regionernas självstyre och särskilda språk. Spaniens centrala nationalbibliotek finns i Madrid.

## Arkiv och Cantic
Bland de arkiverade dokumenten i Biblioteca de Catalunya finns ett antal medeltida verk, inklusive Homilies d'Organyà (från 1200-talet) och Ramon Llulls Llibre de l'orde de cavalleria ('Boken över Ridderlighetens orden'). Dessutom finns där viktiga verk från senare århundraden som Oda a la Pàtria ('Ode till fosterlandet') av Bonaventura C. Aribau (1833) och L'Atlàntida av Jacint Verdaguer.
Biblioteca de Catalunya samordnar, tillsammans med de olika universiteten i Katalonien, auktoritetsdatabasen Cantic. Dess syfte är att förenkla åtkomsten till biblioteksdata och främja samordningen mellan olika bibliotekskataloger, liksom att underlätta forskning och insamling av bibliografiska data. Bland annat samarbetar man i nätverket kring VIAF, dit man fram till april 2018 levererat drygt 185 000 autoritetsposter och knappt 3,5 miljoner bibliografiska uppgifter.

## Bibliotekschef
Chef (förste bibliotekarie) för Biblioteca de Catalunya genom åren har varit följande:
- 1914–1939 • Jordi Rubió i Balaguer (filolog, historiker och systemvetare inom det katalanska bibliotekssystemet)
- 1939–1972 • Felip Mateu i Llopis (historiker och bibliotekarie)
- 1973–1982 • Rosalia Guilleumas (filolog och bibliotekarie; examen i biblioteksvetenskap)
- 1983-1987 • Jaume de Puig i Oliver (filosof och teolog)
- 1987-1990 • Anscari M. Mundó (historiker och paleograf)
- 1990-1999 • Manuel Jorba (filolog)
- 2000-2004 • Vinyet Panyella (filolog, författare och bibliotekarie; examen i biblioteksvetenskap)
- 2004-2012 • Dolors Lamarca (filolog och bibliotekarie; examen i biblioteks- och informationsvetenskap)
- 2012– • Eugènia Serra (bibliotekarie; examen i biblioteksvetenskap, licentiat i dokumentationsvetenskap)